# Hot Sulphur Springs (Colorado)
Hot Sulphur Springs es un pueblo ubicado en el condado de Grand en el estado estadounidense de Colorado. En el año 2010 tenía una población de 663 habitantes y una densidad poblacional de 331,5 personas por km².

## Geografía
Hot Sulphur Springs se encuentra ubicada en las coordenadas 40°4′24″N 106°6′5″O / 40.07333, -106.10139.

## Demografía
Según la Oficina del Censo en 2000 los ingresos medios por hogar en la localidad eran de $46 000, y los ingresos medios por familia eran $46 000. Los hombres tenían unos ingresos medios de $42 431 frente a los $24 012 para las mujeres. La renta per cápita para la localidad era de $19 687. Alrededor del 5,7% de la población estaba por debajo del umbral de pobreza.